# Saint-Paul-aux-Bois
Saint-Paul-aux-Bois é uma comuna francesa na região administrativa de Altos da França, no departamento de Aisne. Estende-se por uma área de 11,13 km². Em 2010 a comuna tinha 385 habitantes (densidade: 34,6 hab./km²).